# Lăng Cha Cả

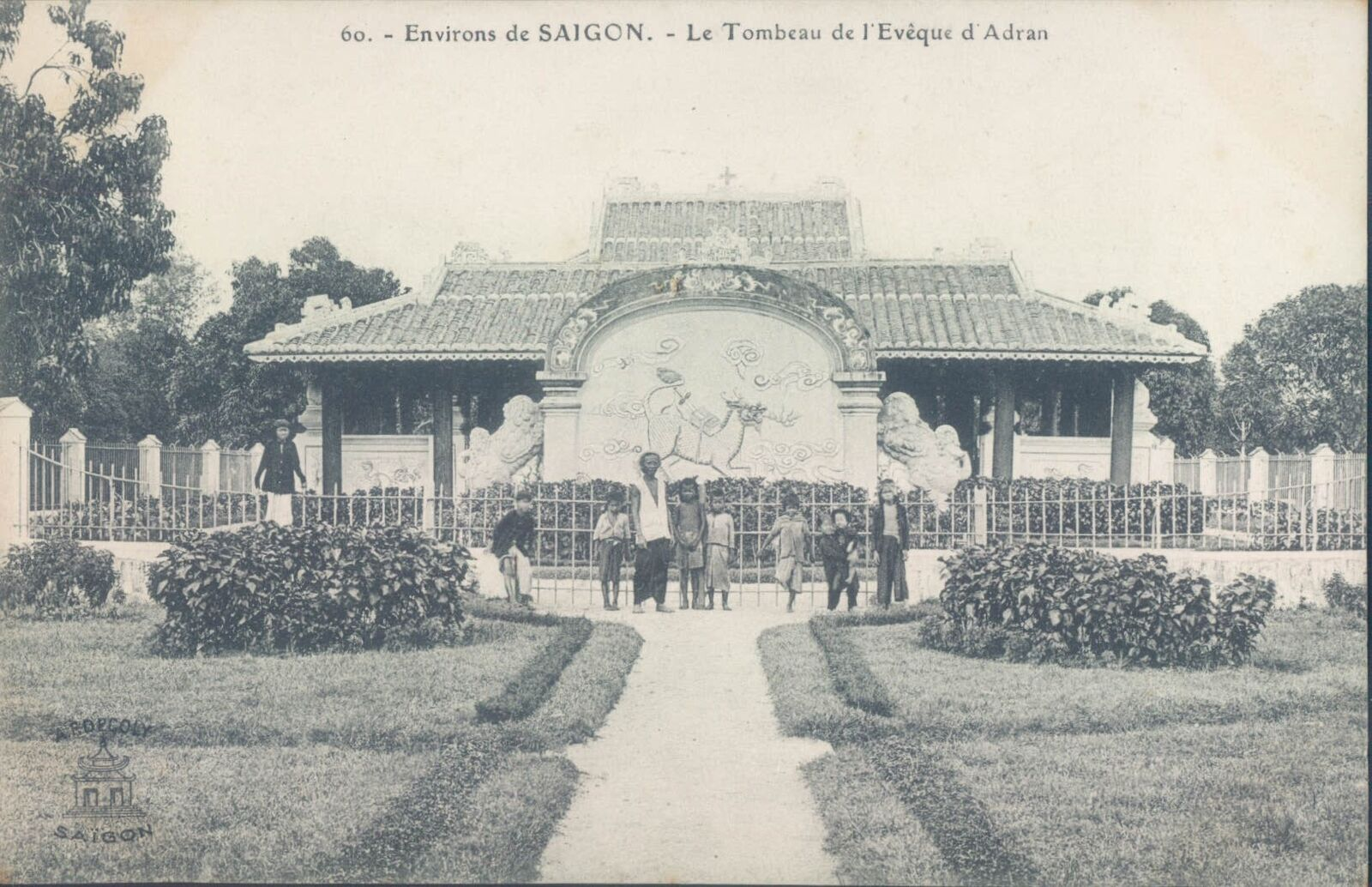
Chính diện lăng xưa, có bình phong án ngữ trước nếp bái đường. Sau bình phong là phần chính của lăng với mái cao nhô lên, trên đỉnh có thánh giá

Lăng Cha Cả nay là vòng xoay giao thông, ở giữa đặt quả địa cầu lớn

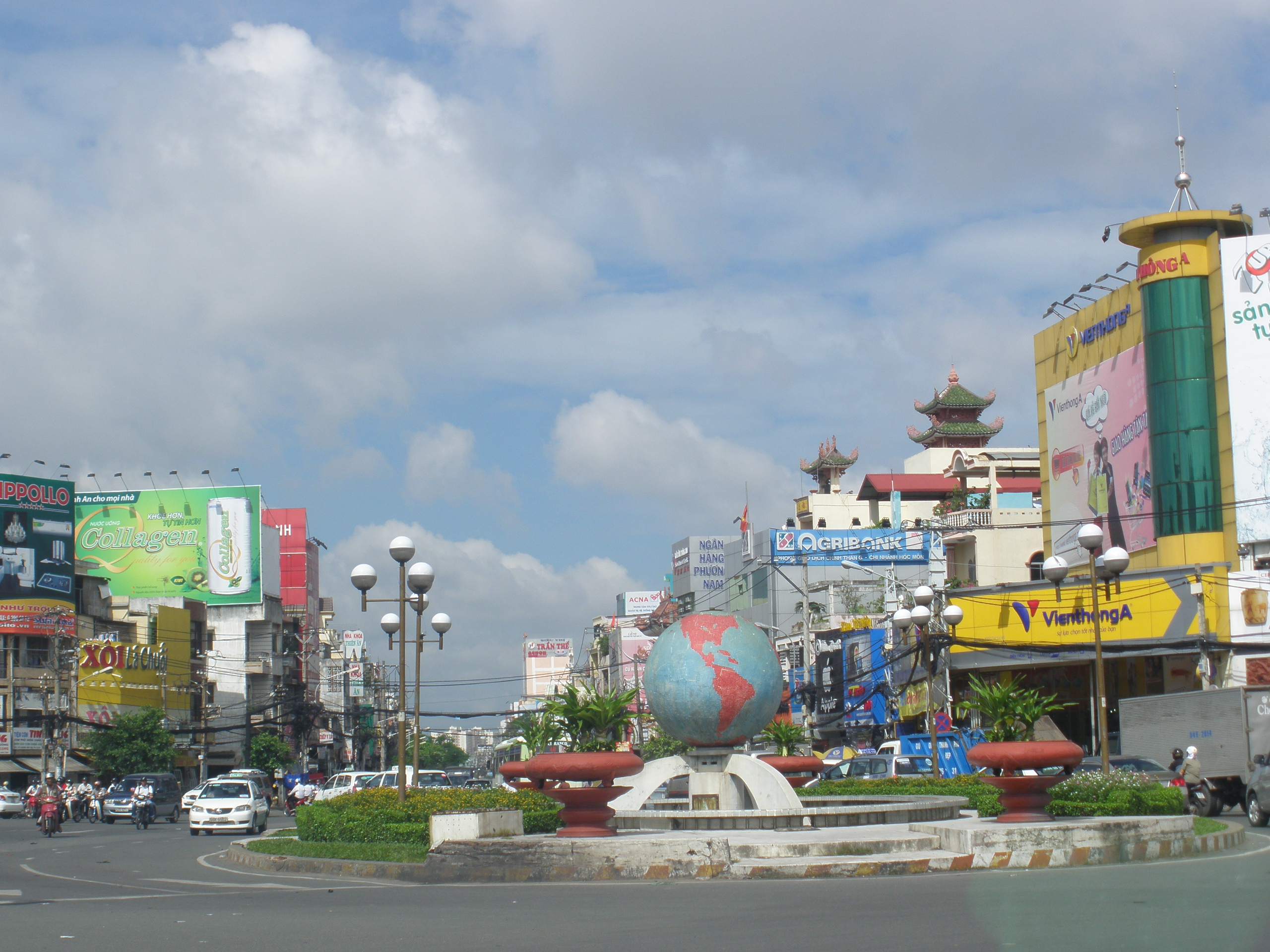
Quả địa cầu tại vòng xoay Lăng Cha Cả ngày nay

Lăng Cha Cả là lăng mộ của Giám mục Bá Đa Lộc (tục gọi là "Cha Cả", tức Pierre Joseph Georges Pigneau de Béhaine). Ngôi mộ xưa là một di tích lịch sử ở Thành phố Hồ Chí Minh. "Lăng Cha Cả" còn được dùng để gọi khu vực gần mộ, nay thuộc địa phận phường 4, quận Tân Bình. Ngôi mộ đã được giải tỏa trong thập niên 1980, còn nay nơi đây là một nút giao thông cùng mức dưới hình thức một vòng xoay giao thông, ở giữa có đặt quả địa cầu lớn.

## Lịch sử
Giám mục người Pháp Bá Đa Lộc mất năm 1799 ở Thị Nại trong trận vây thành Quy Nhơn. Vì được vua Gia Long trọng vọng, coi là "Giám mục Thượng sư", ông được đưa về an táng ở gần ngôi nhà cũ tỉnh Gia Định. Khu vực đó là khu Vườn Xoài, Tân Sơn Nhứt phía tây bắc Sài Gòn. Triều đình giao việc xây mộ cho linh mục Barthélémy Sang. 
Khu Tân Sơn Nhứt sang thế kỷ 20 phát triển và xây cất lên, hòa nhập vào khu ngoại ô Sài Gòn. Phía bắc lăng là phi trường quốc tế Tân Sơn Nhứt (ngày nay là Cảng hàng không quốc tế Tân Sơn Nhất) và Bộ Tổng tham mưu Quân lực Việt Nam Cộng hòa (ngày nay là Bộ Tư lệnh Quân khu 7 Quân đội nhân dân Việt Nam). Về phía tây là bến xe lớn cho xe đò. Với những thay đổi đó ngôi lăng bị thu hẹp lại làm điểm tròn nằm lọt giữa đường Võ Tánh. Tuy vậy khu mộ được giữ gìn đến hết thời Việt Nam Cộng hòa.
Sang năm 1980, Nhà nước Cộng hòa Xã hội chủ nghĩa Việt Nam ra lệnh giải tỏa lăng mộ. Ngày 2 tháng 3 năm 1983, ngôi lăng bị san bằng và việc cải táng hoàn tất. Di hài của Giám mục Bá Đa Lộc được giao lại cho tổng lãnh sự Pháp đưa về Pháp. Mấy nếp nhà cũ bị san bằng. Còn lại là điểm tròn làm vòng xoay lưu thông trên đường Hoàng Văn Thụ ngày nay. Tại đây, một cầu vượt thép được khởi công vào ngày 5 tháng 2 năm 2013 và hoàn thành vào ngày 27 tháng 4 cùng năm.

## Kiến trúc
Tuy Giám mục Bá Đa Lộc là người Pháp, nhưng kiến trúc mộ ông theo kiểu Việt Nam, có bình phong, bái đường và hậu cung. Lăng Cha Cả là khu đất rộng khoảng 2000 m2, gồm một dãy nhà lợp ngói, cột và vách bằng gỗ quý, ở trước có bia đá lớn.
Theo Phạm Quỳnh nhân chuyến du ngoạn Nam Kỳ năm 1918 thì Lăng Cha Cả được mô tả như sau:
| “ | Lăng xây kín như kiểu một cái đình lối ta. Chính mộ Cha Cả là cái sập đá to ở giữa, xung quanh đặt cửa bức bàn. Hai cái mộ nhỏ hai bên thì bên tả là mộ cha Charbonnier, bên hữu là mộ cha Miche, mới phụ-táng về sau. Trong đình trước mộ có tấm bia đá kỷ-niệm cái công-đức của Cha Cả... Sau lưng lăng Cha Cả có cái mộ-địa chôn các cố đạo. | ” |

## Thông tin thêm

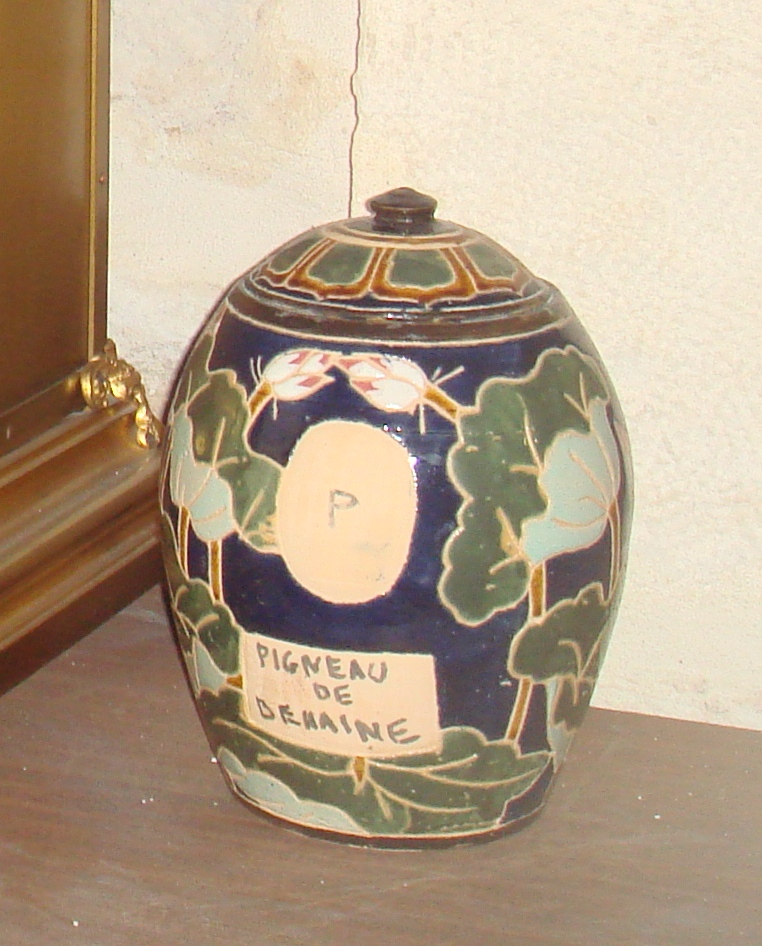
Bình đựng tro cốt của Bá Đa Lộc hiện được lưu tại Pháp

Năm 1925, có tin ngôi mộ thật của Giám mục Bá Đa Lộc nằm tại làng Ngọc Hội, cách thành phố Nha Trang ba cây số.
Sau khi Nam Phong tạp chí đăng tải nghi vấn này, ngày 13 tháng 3 năm 1925, quan công sứ và linh mục nhà thờ Bình Can (Nha Trang) đã cho khai quật mộ để xét. Đào thấu bên dưới, thì chỉ góp nhặt được một ít xương mục, một cái hàm còn dính ba cái răng và hai, ba cái răng khác nữa đã rơi ra ngoài...
Đăng lại đoạn tin này, Phan Thứ Lang, tác giả Sài Gòn vang bóng, nêu giả thuyết:
Thời đó, Nguyễn Ánh còn phải chống đỡ nhà Tây Sơn, nên rất có thể sợ Tây Sơn có ngày chiến thắng, khiến ông phải bôn tẩu lần nữa. Vì vậy việc chôn cất Bá Đa Lộc phải giấu kín, cho làm đám tang Bá Đa Lộc thật lớn và cho dựng lăng ở Gia Định để đánh lạc hướng. Mãi đến năm 1925, người Pháp mới đem chút xương cốt còn lại của Ba Đa Lộc từ ngôi mộ thực ở Nha Trang về cải táng nơi lăng ở Gia Định.